# 三段壁

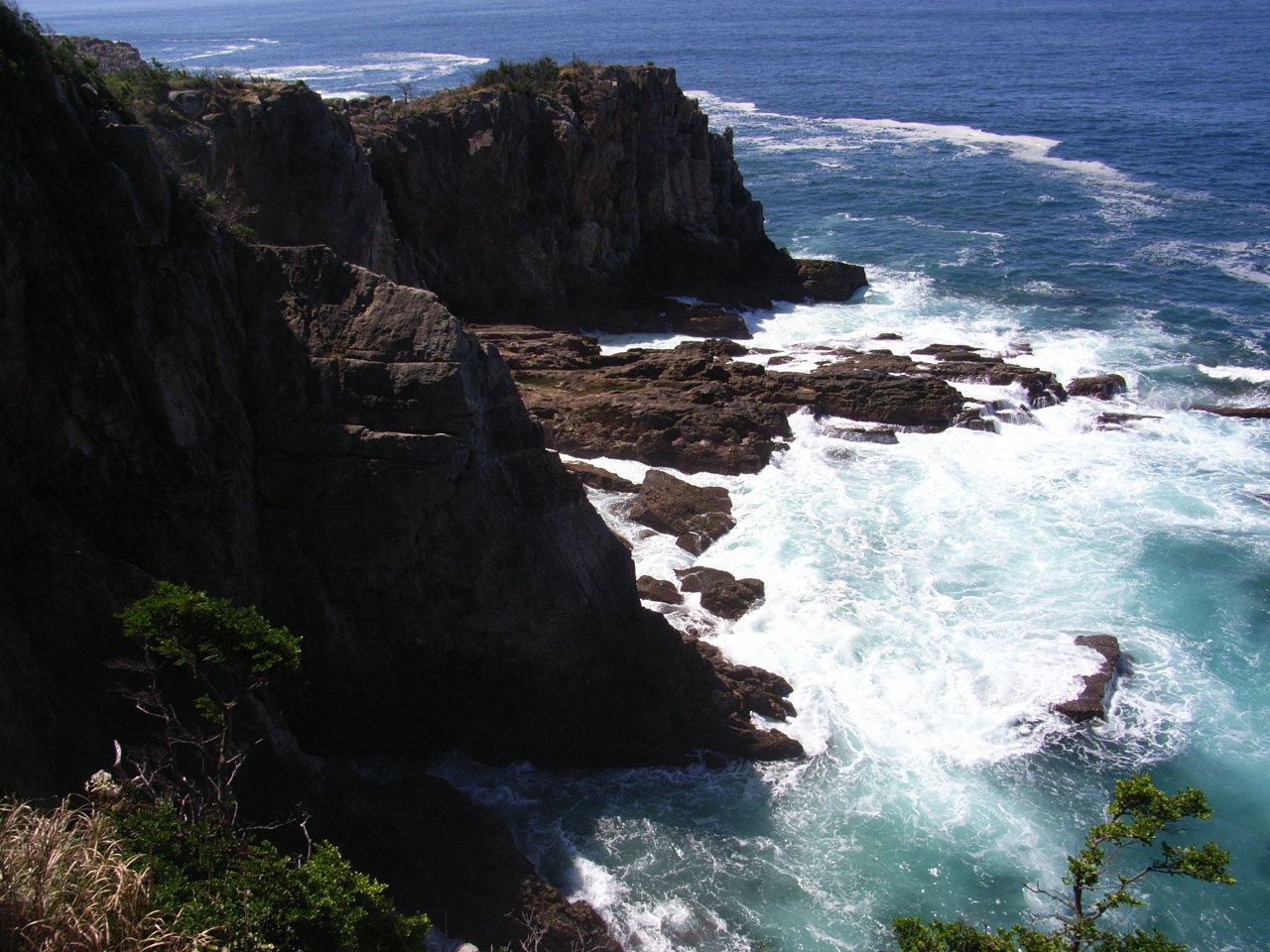
三段壁

三段壁是位於和歌山縣西牟婁郡白濱町的海岸有名的斷崖絶壁名勝。三段壁其實是在海中長達2公里、高度達50-60米的大岩壁。斷崖的最出的地方設有展望台、供遊人欣賞南紀的海景。
該處的地底36m形成了由海水侵蝕而成的洞窟、可乘電梯到洞窟内部參觀。

## 日本自殺勝地
由於距離海面有約40米的高度，而且據說跳下並被波浪捲進，很難會浮起，做成拯救困難。所以從昭和30年代左右開始被日本人稱為自殺之名所（自殺勝地）。實際上，因為從昭和30年到50年代後半發生了大量的自殺事件，更成為了社會問題。為此，現在附近都有由基督教團體設置防止自殺的警告牌。